# Rachel Zuckert
Rachel Elizabeth Zuckert (sinh ngày 6 tháng 1 năm 1969) là một nhà triết học và giáo sư triết học người Mỹ tại Đại học Northwestern. 
Bà được biết đến với chuyên môn trong lĩnh vực triết học Kant.

## Sách
- Kant on Beauty and Biology:  An Interpretation of the Critique of Judgment, Nhà xuất bản Đại học Cambridge, 2007.
- Herder's Naturalist Aesthetics, Nhà xuất bản Đại học Cambridge, 2019.